# Banc Central (l'Hospitalet de Llobregat)
El Banc Central és una obra racionalista de l'Hospitalet de Llobregat (Barcelonès) inclosa a l'Inventari del Patrimoni Arquitectònic de Catalunya.

## Descripció
Edifici comercial del 1936 de l'arquitecte Ramon Puig i Gairalt de dues plantes que s'estén als dos costats d'una cantonada arrodonida a la qual s'hi concentren la majoria d'obertures i la decoració. A la planta baixa s'obre en una banda la porta d'entrada, tres finestres amb reixa fan la cantonada, i un més queda a l'altre cantó. Al pis superior es repeteixen les mateixes obertures però són més petites. Els muntants de les finestres són de maó vist mentre que la resta de la façana està arrebossada.
La façana està coronada per la barana del terrat excepte en la cantonada on el mur més alt està decorat amb motllures llises horitzontals, que fan un joc d'entrants i sortints, i una cornisa al final.
Flanquejant la porta d'entrada hi ha dos fanals de llautó i vidre glaçat. Tot el fanal està molt decorat amb espirals i flors però aquest treball contrasta amb la sobrietat de l'edifici.